# دست سایه

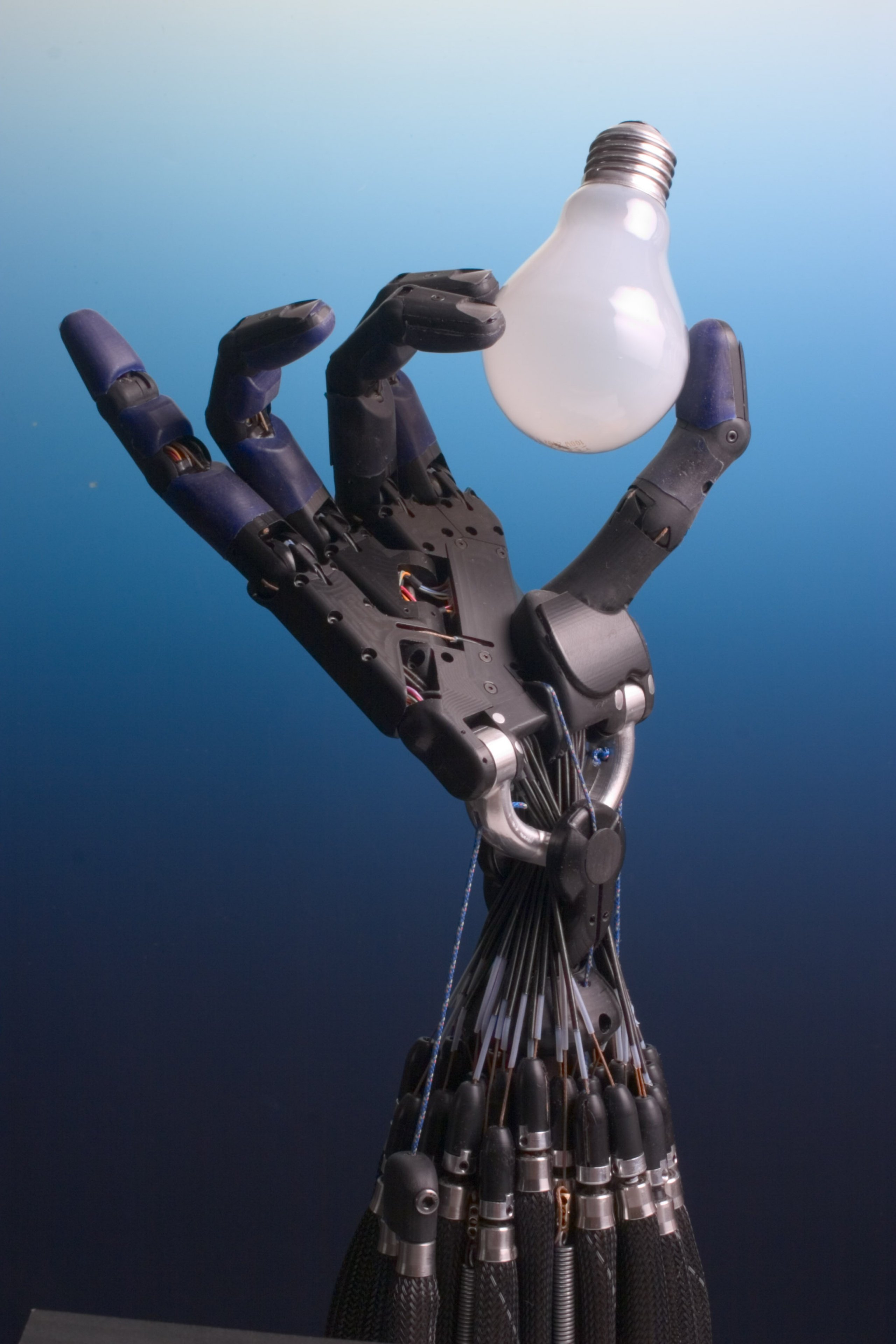
نگه داشتن یک لامپ توسط ربات دست سایه

دست سایه در حال تقلید دست انسان

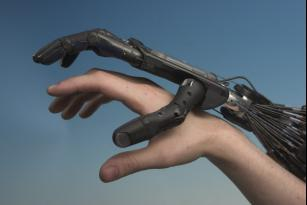
دست سایه در حال تقلید دست انسان

دست سایه یک دست ربات انسان نماست که توسط شرکت Shadow Robot در لندن ساخته شده و به لحاظ شکل و اندازه بسیار شبیه به دست انسان است.
این دست هم‌اکنون به صورت تجاری موجود و توسط ناسا، دانشگاه کارنگی ملون و دانشگاه بیلفلد در حال استفاده است.

## ساختار ظاهری
Shadow Dexterous Hand تا حد امکان شبیه به دست یک انسان مرد طراحی و ساخته شده‌است.همچنین در ساختار ساعد دست سعی بر آن شده تا به لحاظ درازا، با دست انسان برابری کند.

## درجه استقلال
دست سایه به شکلی طراحی شده تا توانایی انجام حرکات دست انسان را داشته باشد.

دست سایه در مجموع با ۲۴ مفصل، درجه آزادی ۲۰ را دارد.

## بکار اندازی
حرکات دست با مجموعه ای از ۴۰ ماهیچه هوایی در ساعد ایجاد شده‌است.جریان هوا داخل و خارج از هر عضله و همچنین در ساعد توسط هشتاد دریچه کنترل می‌شود.این حرکات بر اساس اطلاعات به دست آمده از سنسور مشترک انجام می‌شود.

## هزینه
هزینه دست سایه، بالغ بر ۱۰۰ هزار دلار آمریکا، گزارش شده‌است.

## پیشینه
Shadow Dexterous Robot Hand اولین دست ربات تجاری و دنباله سری پیش نمونه دست انسان نما و سامانه‌های بازو است.